# Alexander Wiesner

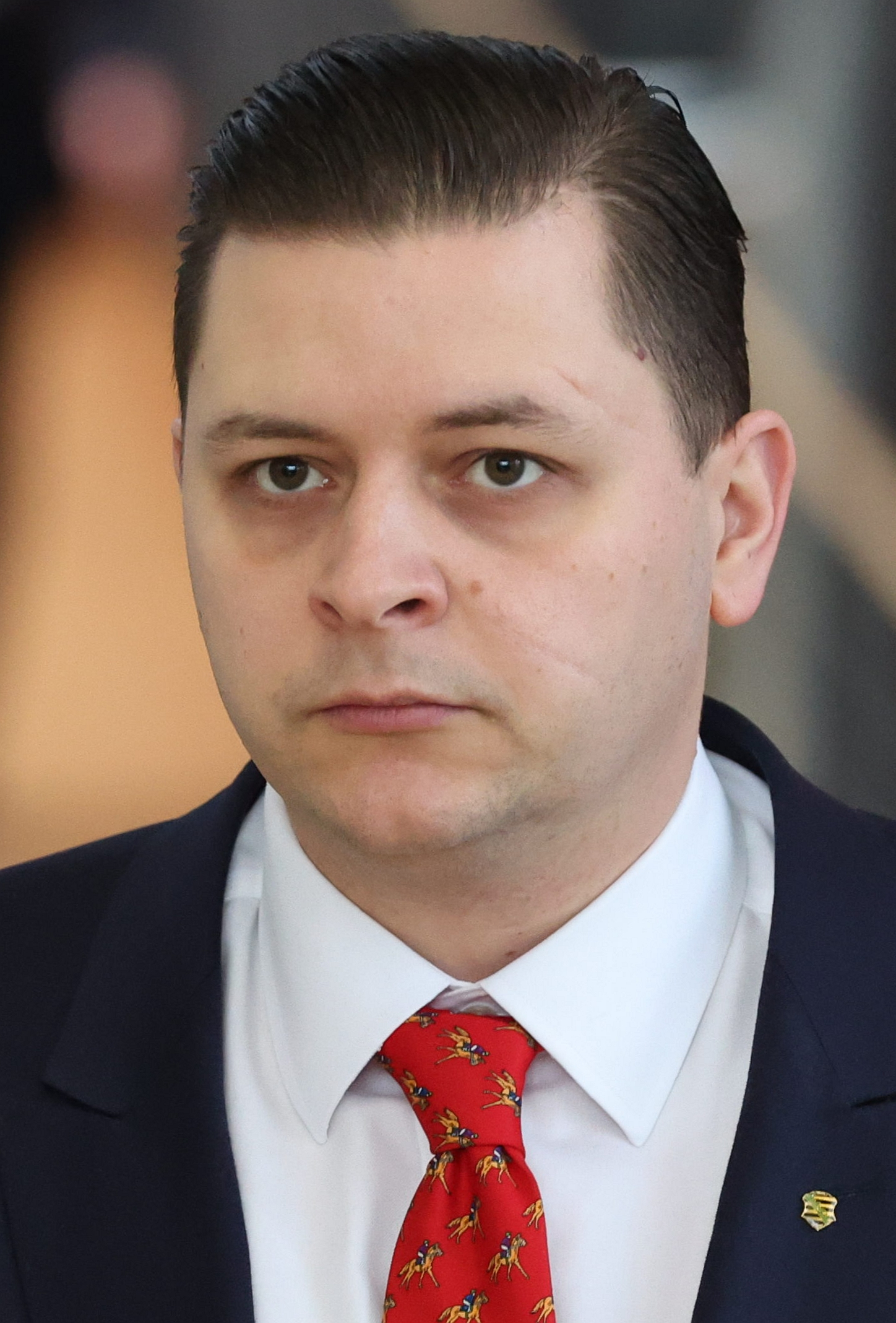
Alexander Wiesner (2024)

Alexander Wiesner (* 29. März 1989 in Oschatz) ist ein deutscher Politiker (AfD). Er ist seit 2019 Mitglied des Sächsischen Landtags.

## Leben
Wiesner studierte nach dem Abitur 2007 an der Universität Leipzig zwischen 2007 und 2011 Rechts- und Wirtschaftswissenschaften, von 2011 bis 2014 an der Berufsakademie Leipzig Vermögensmanagement. Dieses Studium schloss er mit einem Bachelor of Arts ab. Wiesner ist Unternehmensberater. Er ist Mitglied einer pflichtschlagenden Studentenverbindung und trug aus seinen Mensuren sichtbare Schmisse davon.
2017 trat er in die AfD und die Junge Alternative für Deutschland ein. Er wurde für die AfD im Wahlkreis Leipzig-Süd für die Landtagswahl in Sachsen 2019 nominiert. Am 1. September 2019 gelang ihm über die Landesliste der Einzug als Abgeordneter in den Sächsischen Landtag. Wiesner war in der 7. Wahlperiode Mitglied des Präsidiums, Mitglied des Petitionsausschusses, ordentliches Mitglied im 1. Untersuchungsausschuss („Verstrickungen der Staatsregierung in die ‚qualifiziert rechtswidrige‘ Kürzung der AfD-Landesliste“), im Ausschuss für Verfassung und Recht, Demokratie, Europa und Gleichstellung sowie im Ausschuss für Geschäftsordnung und Immunitätsangelegenheiten. Als Beisitzer arbeitete er im Fraktionsvorstand mit und war Vorsitzender des Arbeitskreises I „Verfassung und Recht, Demokratie, Europa und Gleichstellung“ sowie stellvertretender Vorsitzender des Arbeitskreises „Untersuchungsausschuss“ der AfD-Fraktion im sächsischen Landtag.
2020 wurde Alexander Wiesner zum Landesvorsitzenden der Jungen Alternative Sachsen gewählt und blieb es bis 2024.
Bei der Neuwahl des Landtags im September 2024 errang er erneut ein Abgeordnetenmandat. Anfang 2025 entbrannte im Parlament ein politischer Streit um die Frage, ob er den Rechtsausschuss des Landtages leiten soll, obwohl er bis vor kurzem mehrere inzwischen verhaftete Mitglieder der rechtsterroristischen Gruppierung Sächsische Separatisten als Mitarbeiter seines Abgeordnetenbüros angestellt hatte. Die AfD hatte ihn trotz dieses Umstands für die 8. Wahlperiode als Vorsitzenden des Ausschusses für Verfassung, Recht und Europa nominiert. Nachdem der Landtagspräsident Alexander Dierks die Nominierung als Ausschussvorsitzender durch die AfD am 16. Januar 2025 mitgeteilt hatte, wurde Wiesner im März 2025 mit der absoluten Mehrheit des Parlaments von diesem Posten abberufen.